# Теорема тангенсов
Теорема тангенсов — теорема, связывающая между собой тангенсы двух углов треугольника и длины сторон, противоположные этим углам.
Теорема тангенсов, хотя не настолько широко известна как теорема синусов или теорема косинусов, достаточна полезна, и может быть использована в тех случаях, когда известны две стороны и один угол, или, наоборот, два угла и одна сторона.

## История
Теорема тангенсов для сферических углов была описана в XIII веке персидским математиком Насиром ад-Дином Ат-Туси (1201—1274), который также привёл теорему синусов для плоских треугольников в своей пятитомной работе Трактат о полном четырёхугольнике.
Теорему также называют формулой Региомонтана по имени немецкого астронома и математика Иоганна (или Йоганна) Мюллера (лат. Regiomontanus), установившего эту формулу. 
И. Мюллера называли «Кёнигсбержец»: по-немецки König — король, Berg — гора, а по-латински «король» и «гора» в родительном падеже — regis и montis. 
Отсюда «Региомонтан» — латинизированная фамилия И. Мюллера.

## Формулировка

Рис. 1. Треугольник

На рис. 1, a, b, и c — это длины трёх сторон треугольника, и α, β, и γ — это углы, лежащие соответственно напротив этих трёх сторон (противолежащие углы). Теорема тангенсов утверждает, что
{\displaystyle {\frac {a-b}{a+b}}={\frac {\mathrm {tg} {\frac {\alpha -\beta }{2}}}{\mathrm {tg} {\frac {\alpha +\beta }{2}}}}.}

## Доказательство
Доказать теорему тангенсов можно с помощью теоремы синусов:
{\displaystyle {\frac {a}{\sin \alpha }}={\frac {b}{\sin \beta }}.}
Пусть
{\displaystyle d={\frac {a}{\sin \alpha }}={\frac {b}{\sin \beta }},}
откуда
{\displaystyle a=d\sin \alpha }
{\displaystyle b=d\sin \beta .}
Отсюда следует, что
{\displaystyle {\frac {a-b}{a+b}}={\frac {d\sin \alpha -d\sin \beta }{d\sin \alpha +d\sin \beta }}={\frac {\sin \alpha -\sin \beta }{\sin \alpha +\sin \beta }}.}
Используя известное тригонометрическое тождество
{\displaystyle \sin \alpha \pm \sin \beta =2\sin {\frac {\alpha \pm \beta }{2}}\cos {\frac {\alpha \mp \beta }{2}},\;}
получаем:
{\displaystyle {\frac {a-b}{a+b}}={\frac {\sin \alpha -\sin \beta }{\sin \alpha +\sin \beta }}={\frac {2\sin {\frac {\alpha -\beta }{2}}\cos {\frac {\alpha +\beta }{2}}}{2\sin {\frac {\alpha +\beta }{2}}\cos {\frac {\alpha -\beta }{2}}}}={\frac {\mathrm {tg} {\frac {\alpha -\beta }{2}}}{\mathrm {tg} {\frac {\alpha +\beta }{2}}}}.\qquad \blacksquare }
Вместо формулы для суммы и разности синусов двух углов, в доказательстве можно использовать следующее известное тождество
{\displaystyle \mathrm {tg} {\frac {\alpha \pm \beta }{2}}={\frac {\sin \alpha \pm \sin \beta }{\cos \alpha +\cos \beta }}}.

## Другое доказательство с использованиемформул Мольвейде
- Формулы Мольвейде имеют следующий вид:

{\displaystyle {\frac {a+b}{c}}={\frac {\operatorname {cos} {\frac {A-B}{2}}}{\operatorname {sin} {\frac {C}{2}}}};}
{\displaystyle {\frac {a-b}{c}}={\frac {\operatorname {sin} {\frac {A-B}{2}}}{\operatorname {cos} {\frac {C}{2}}}}.}
где {\displaystyle A,\;B,\;C} — значения углов при соответствующих вершинах треугольника и {\displaystyle a,\;b,\;c} — длины сторон соответственно между вершинами {\displaystyle B} и {\displaystyle C}, {\displaystyle C} и {\displaystyle A}, {\displaystyle A} и {\displaystyle B}.
- Деля порознь правые и левые части двух последних равенств и приравнивая два полученных результата друг другу, имеем

{\displaystyle {\frac {a+b}{a-b}}={\frac {\mathrm {ctg} {\frac {C}{2}}}{\mathrm {tg} {\frac {A-B}{2}}}}.}
- С учетом того, что  {\displaystyle \mathrm {ctg} {\frac {C}{2}}=\mathrm {ctg} {\frac {\pi -A-B}{2}}=\mathrm {tg} {\frac {A+B}{2}}}, окончательно имеем:

{\displaystyle {\frac {a+b}{a-b}}={\frac {\mathrm {tg} {\frac {A+B}{2}}}{\mathrm {tg} {\frac {A-B}{2}}}},}
что и требовалось доказать.